# Konrad I. von Berg
Konrad I. von Berg († 25. Mai 1313) war von 1306 bis 1310 Bischof von Münster.

## Leben
Konrad war ein Sohn von Graf Adolf IV. von Berg und Margarete von Hochstaden. Er war damit der Bruder von Graf Adolf V. von Berg.
Konrad wurde im Jahr 1274 Dompropst in Köln und war zunächst Domherr in Münster, bevor er 1306 Bischof von Münster wurde. In diesem Amt blieb er bis 1310. Sein Bruder, Graf Adolf V. von Berg wollte Konrad I. nach dem Tod des Kölner Erzbischofs Engelbert II. von Falkenburg am 20. Oktober 1274 als 57. Erzbischof von Köln installieren, jedoch setzte sich Siegfried von Westerburg als Gegenkandidat durch.
Konrad ist im Altenberger Dom beigesetzt.